# Panorpa deceptor
Panorpa deceptor is een insect uit de orde van de schorpioenvliegen (Mecoptera), familie van de schorpioenvliegen (Panorpidae). De wetenschappelijke naam van de soort is voor het eerst geldig gepubliceerd door E.-P. in 1915.
De soort komt voor in Taiwan.